# Chang La
Der Chang La ist ein Gebirgspass mit 5360 m im indischen Himalaya in der Region Ladakh.
Er befindet sich in der Ladakh Range („Ladakh-Gebirgszug“) und ist einer der höchsten mit Motorfahrzeugen befahrbaren Pässe der Welt. Der Chang La verbindet das Industal  in Indien mit dem Pangong Tso (Pangongsee), der wiederum an Tibet grenzt. Historisch ist der Chang La eine wichtige Verbindung zwischen Leh und Lhasa. Aufgrund der nahen chinesischen Grenze ist der Pass militärisch besetzt, Touristen müssen sich beim Überqueren des Passes registrieren.

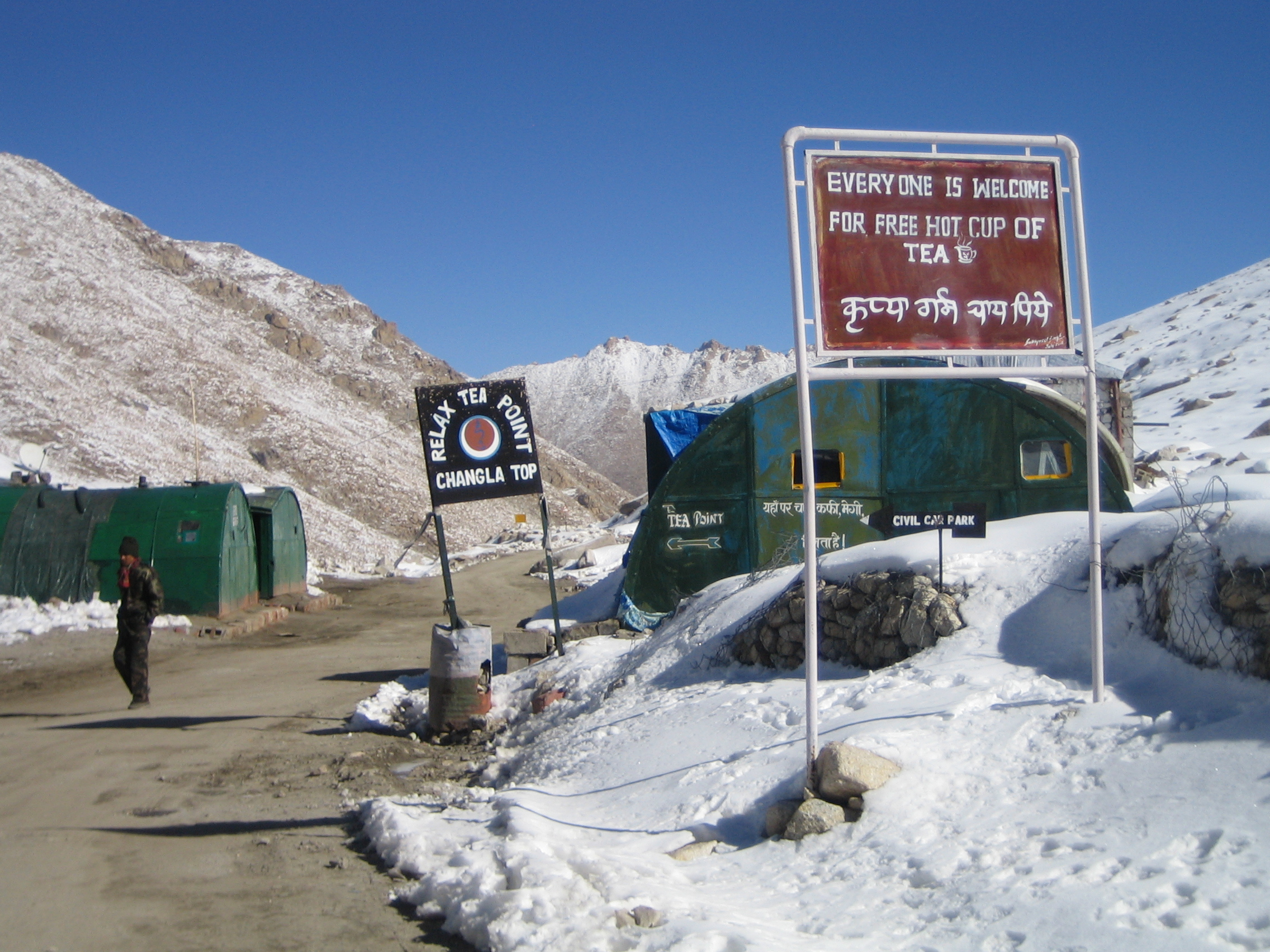
Chang La Tea Point